# Lista de episódios de Madeline
A seguir, está a lista de todos os episódios de Madeline.

## Episódios Especiais (1988-1991)
| Ep | #T | Título do Episódio       | Título Original          | Data de Exibição Original |
| -- | -- | ------------------------ | ------------------------ | ------------------------- |
| 01 | 1  | Madeline                 | Madeline                 | 9 de abril de 1988        |
| 02 | 2  | O Natal de Madeline      | Madeline's Christmas     | 25 de dezembro de 1990    |
| 03 | 3  | Madeline e o Chapéu Ruim | Madeline and the Bad Hat | 3 de Março de 1991        |
| 04 | 4  | Madeline e os Ciganos    | Madeline and the Gypsies | 9 de abril de 1991        |
| 05 | 5  | O Resgate de Madeline    | Madeline's Rescue        | 6 de Junho de 1991        |
| 06 | 6  | Madeline em Londres      | Madeline in London       | 28 de Novembro de 1991    |

## Primeira Temporada (1993)
| Ep | #T | Título do Episódio                             | Título Original                             | Data de Exibição Original |
| -- | -- | ---------------------------------------------- | ------------------------------------------- | ------------------------- |
| 07 | 1  | Madeline e os 40 Ladrões                       | Madeline and the 40 Thieves                 | 14 de setembro de 1993    |
| 08 | 2  | Madeline e o Concurso de Cães                  | Madeline and the Dog Show                   | 18 de setembro de 1993    |
| 09 | 3  | Madeline e o Chapéu de Bon-Bon                 | Madeline and the Easter Bonnet              | 22 de setembro de 1993    |
| 10 | 4  | Madeline e a Casa Nova                         | Madeline and the New House                  | 26 de setembro de 1993    |
| 11 | 5  | Madeline e o Astro de Futebol                  | Madeline and the Soccer Star                | 30 de setembro de 1993    |
| 12 | 6  | Madeline e a Fábrica de Brinquedos             | Madeline and the Toy Factory                | 04 de outubro de 1993     |
| 13 | 7  | Madeline na Escola de Culinária                | Madeline at Cooking School                  | 08 de outubro de 1993     |
| 14 | 8  | Madeline no Balé                               | Madeline at the Ballet                      | 12 de outubro de 1993     |
| 15 | 9  | Madeline e a Cadela Cantora                    | Madeline and the Singing Dog                | 16 de outubro de 1993     |
| 16 | 10 | Madeline e as Férias de Inverno                | Madeline's Winter Vacation                  | 20 de outubro de 1993     |
| 17 | 11 | Madeline em Hollywood                          | Madeline in Hollywood                       | 24 de outubro de 1993     |
| 18 | 12 | Madeline e os Piratas                          | Madeline and the Pirates                    | 28 de outubro de 1993     |
| 19 | 13 | Madeline e a festa de aniversário no zoológico | Madeline's Birthday at the Zoo              | 1 de novembro de 1993     |
| 20 | 14 | Madeline no Louvre                             | Madeline at the Louvre                      | 5 de novembro de 1993     |
| 21 | 15 | Madeline e o Sumiço do Palhaço                 | Madeline and the Missing Clown              | 9 de novembro de 1993     |
| 22 | 16 | Madeline e a Festa a Fantasia                  | Madeline and the Costume Party              | 13 de novembro de 1993    |
| 23 | 17 | Madeline e o Violino                           | Madeline and the Old Violin                 | 17 de novembro de 1993    |
| 24 | 18 | Madeline e Os Garotos Sem Educação             | Madeline and the Mean, Nasty, Horrible Hats | 21 de novembro de 1993    |
| 25 | 19 | Madeline e o Papagaio Falante                  | Madeline and the Talking Parrot             | 25 de novembro de 1993    |
| 26 | 20 | Madeline em Nova York                          | Madeline in New York                        | 29 de novembro de 1993    |

## Segunda Temporada(1995)
| Ep | #T | Título do Episódio                    | Título Original                          | Data de Exibição Original |
| -- | -- | ------------------------------------- | ---------------------------------------- | ------------------------- |
| 27 | 1  | Madeline e a Coroa Perdida            | Madeline and the Lost Crown              | 12 de agosto de 1995      |
| 28 | 2  | Madeline e o Expresso do Oriente      | Madeline and the Orient Express          | 19 de agosto de 1995      |
| 29 | 3  | Madeline e o Osso de Dinossauro       | Madeline and the Dinosaur Bone           | 26 de agosto de 1995      |
| 30 | 4  | Madeline e o Tapete Mágico            | Madeline and the Magic Carpet            | 2 de setembro de 1995     |
| 31 | 5  | Madeline e a Caça ao Tesouro          | Madeline and the Treasure Hunt           | 9 de setembro de 1995     |
| 32 | 6  | Madeline e a Múmia                    | Madeline and the Mummy                   | 16 de setembro de 1995    |
| 33 | 7  | Madeline na Escola de Detetives       | Madeline's Detective School              | 23 de setembro de 1995    |
| 34 | 8  | Madeline e o Corcunda de Notre Dame   | Madeline and the Hunchback of Notre Dame | 30 de setembro de 1995    |
| 35 | 9  | Madeline e o Queijão                  | Madeline and the Big Cheese              | 6 de outubro de 1995      |
| 36 | 10 | Madeline e o Projeto de Ciências      | Madeline and the Science Project         | 13 de outubro de 1995     |
| 37 | 11 | Madeline e o Castelo Assombrado       | Madeline and the Haunted Castle          | 20 de outubro de 1995     |
| 38 | 12 | Madeline no Velho Oeste               | Madeline and the Wild West               | 27 de outubro de 1995     |
| 39 | 13 | As Férias de Madeline com o Sr. Grump | Madeline's Holiday with Mr. Grump        | 03 de novembro de 1995    |

## Terceira Temporada(2000-2001)
| Ep | #T | Título do Episódio                 | Título Original                     | Data de Exibição Original |
| -- | -- | ---------------------------------- | ----------------------------------- | ------------------------- |
| 40 | 1  | O Halloween de Madeline            | Madeline's Halloween                | 9 de setembro de 2000     |
| 41 | 2  | Madeline e a Dona Aranha           | Madeline and the Spider Lady        | 16 de setembro de 2000    |
| 42 | 3  | Madeline e as Panelinha do Can Can | Madeline and the Can Can Cliques    | 23 de setembro de 2000    |
| 43 | 4  | Madeline em Cannes                 | Madeline at Cannes                  | 30 de setembro de 2000    |
| 44 | 5  | Madeline e a Amiga Exibida         | Madeline and the Show Off           | 07 de outubro de 2000     |
| 45 | 6  | Madeline e o Casamento             | Madeline and the Wedding            | 14 de outubro de 2000     |
| 46 | 7  | Madeline no Safári                 | Madeline on Safari                  | 21 de outubro de 2000     |
| 47 | 8  | Madeline no Polo Norte             | Madeline at the North Pole          | 28 de outubro de 2000     |
| 48 | 9  | Madeline e o Papai Noel            | Madeline and Santa                  | 4 de novembro de 2000     |
| 49 | 10 | Madeline e a Nova Garota           | Madeline and the New Girl           | 11 de novembro de 2000    |
| 50 | 11 | Madeline em Versalhes              | Madeline at Versailles              | 18 de novembro de 2000    |
| 51 | 12 | Madeline no Hotel Riche            | Madeline at the Hotel Riche         | 25 de novembro de 2000    |
| 52 | 13 | Madeline no Estágio                | Madeline on Stage                   | 2 de dezembro de 2000     |
| 53 | 14 | Madeline e as Marionetes           | Madeline and the Marionettes        | 9 de dezembro de 2000     |
| 54 | 15 | Madeline e os Patins de Gelo       | Madeline and the Ice Skates         | 16 de dezembro de 2000    |
| 55 | 16 | Madeline e o Gigante               | Madeline and the Giants             | 23 de dezembro de 2000    |
| 56 | 17 | Madeline e o Desfile de Moda       | Madeline and the Fashion Show       | 30 de dezembro de 2000    |
| 57 | 18 | As Boas Maneiras de Madeline       | Madeline's Manners                  | 06 de janeiro de 2001     |
| 58 | 19 | Madeline e o Show de Mágica        | Madeline and the Magic Show         | 11 de janeiro de 2001     |
| 59 | 20 | O Dia dos Namorados de Madeline    | Madeline's Valentine                | 18 de janeiro de 2001     |
| 60 | 21 | Madeline e a Fábrica de Perfumes   | Madeline and the Perfume Factory    | 25 de janeiro de 2001     |
| 61 | 22 | Madeline e a Torre Eiffel          | Madeline at the Eiffel Tower        | 1 de fevereiro de 2001    |
| 62 | 23 | Madeline e a Festa do Chá          | Madeline and the Tea Party          | 8 de fevereiro de 2001    |
| 63 | 24 | Madeline e a Mentirinha            | Madeline and the White Lie          | 15 de fevereiro de 2001   |
| 64 | 25 | Madeline e o Cão que Gritou Lobo   | Madeline and the Dog Who Cried Wolf | 22 de fevereiro de 2001   |
| 65 | 26 | Madeline no Mercado das Pulgas     | Madeline at the Flea Market         | 1 de março de 2001        |